# رانسفورد بريمبونغ
رانسفورد بريمبونغ (بالإنجليزية: Ransford Brempong)‏ مواليد 22 يوليو 1981 في برامبتون، هو لاعب كرة سلة كندي معتزل. بدأ مسيرته الاحترافية في سنة 2005. اعتزل اللعب في 2011. لعب مع ماتريكس ماجيكس وباير جاينتز ليفركوزن.

## الإنجازات
- الدوري الهولندي لكرة السلة (2006، 2007، 2009)

## روابط خارجية
- رانسفورد بريمبونغ على موقع كرة السلة الأوروبية.كوم (الإنجليزية)
- رانسفورد بريمبونغ على موقع كلية كرة السلة في سبورتس رفرنس.كوم (الإنجليزية)
- رانسفورد بريمبونغ على موقع ريلجم (الإنجليزية)
- رانسفورد بريمبونغ على موقع بروبوليرز (الإنجليزية)